# یواس‌اس الکالدا (اس‌پی-۶۳۰)
یواس‌اس الکالدا (اس‌پی-۶۳۰) (به انگلیسی: USS Alcalda (SP-630)) یک کشتی بود که طول آن ۱۰۵ فوت (۳۲ متر) بود. این کشتی در سال ۱۹۱۰ ساخته شد.